# Grafología árabe
La grafología árabe es una pseudociencia, que pretende estudiar los grafismos árabes aplicando las mismas técnicas metodológicas de estudio que la grafología tradicional occidental, aunque debido a la diferencia formal con el alfabeto occidental, estas técnicas son adaptadas a las peculiaridades de la caligrafía árabe. 

## Antecedentes
Apenas existen antecedentes sobre el tema. En España la pionera en estos estudios es Martha Campos Pérez con su trabajo Introducción a una grafología para la escritura persa.
Francisco Viñals y MªLuz Puente en su larga trayectoria como analistas de escritos y documentos también han realizado algunos estudios grafológicos de personas de origen árabe, como en el caso de Mohammed Atta, aunque estos escritos fueron realizados utilizando el alfabeto occidental.
En Israel, la grafóloga Dalia Agmer ha realizado algunos trabajos sobre grafología árabe, basando sus estudios en comparaciones de textos pertenecientes a personas que escribían en ambos alfabetos.
También Dafna Yalon ha realizado una aproximación al tema en el libro "Graphology across cultures" (La grafología a través de las culturas), el cual fue publicado en el año 2003 por The British Institute of Graphologists.
Y recientemente en España, la grafóloga Julieta Nieto ha presentado un trabajo especializado el cual fue publicado en el Anuario 2010 de la AGC (Agrupación de Grafoanalistas Consultivos).

## Simbolismo espacial
El árabe es una lengua semítica que se escribe con el alifato, al que los árabes llaman ابجد abyad, cuyas principales características son: a) raíces consonánticas, b) escribirse en el sentido de derecha a izquierda.
Precisamente esta última característica es la que más ha llevado a confusión entre los estudiosos de la especialidad.
Mientras unos opinan que la única diferencia se encuentra en la dirección de progresión de la escritura, y que por tanto, invirtiendo el simbolismo espacial quedan compensadas las diferencias; otros afirman que esta es una postura bastante simplista y que el simbolismo espacial, tal como se conoce en occidente no es aplicable a los grafismos árabes.

## Fundamentos teóricos
En la actualidad no existen fundamentos teóricos sólidos de la especialidad. Por lo que la comunicación interdisciplinaria se reconoce como fundamental para establecerlos, principalmente los éstudios de:
- Lingüística forense: proporcionando datos sobre los condicionantes personales del autor de un escrito en base al lenguaje utilizado y su relación con el contexto sociocultural.
- Caligrafía: analizando las elecciones efectuadas entre las distintas opciones caligráficas existentes y reconociendo cuáles son las características psicológicas propias que influyen en la elección del modelo, y cómo se modifica posteriormente este dando lugar así a la impresión formal, personal e identificativa del sujeto.
- Tendencias sociales: reconociendo aquellas que manifiestan su influencia en la escritura.
- Perfiles culturales: determinando cómo influyen en el valor intrínseco atribuible a los gestos y características observadas.
- Psicología: reconociendo las cualidades psicológicas que se reflejan en la escritura dentro de las peculiaridades del alfabeto árabe.
- Así como de antropología forense, lenguaje gestual, historia y análisis transaccional entre otros.